# Fritz Schmige

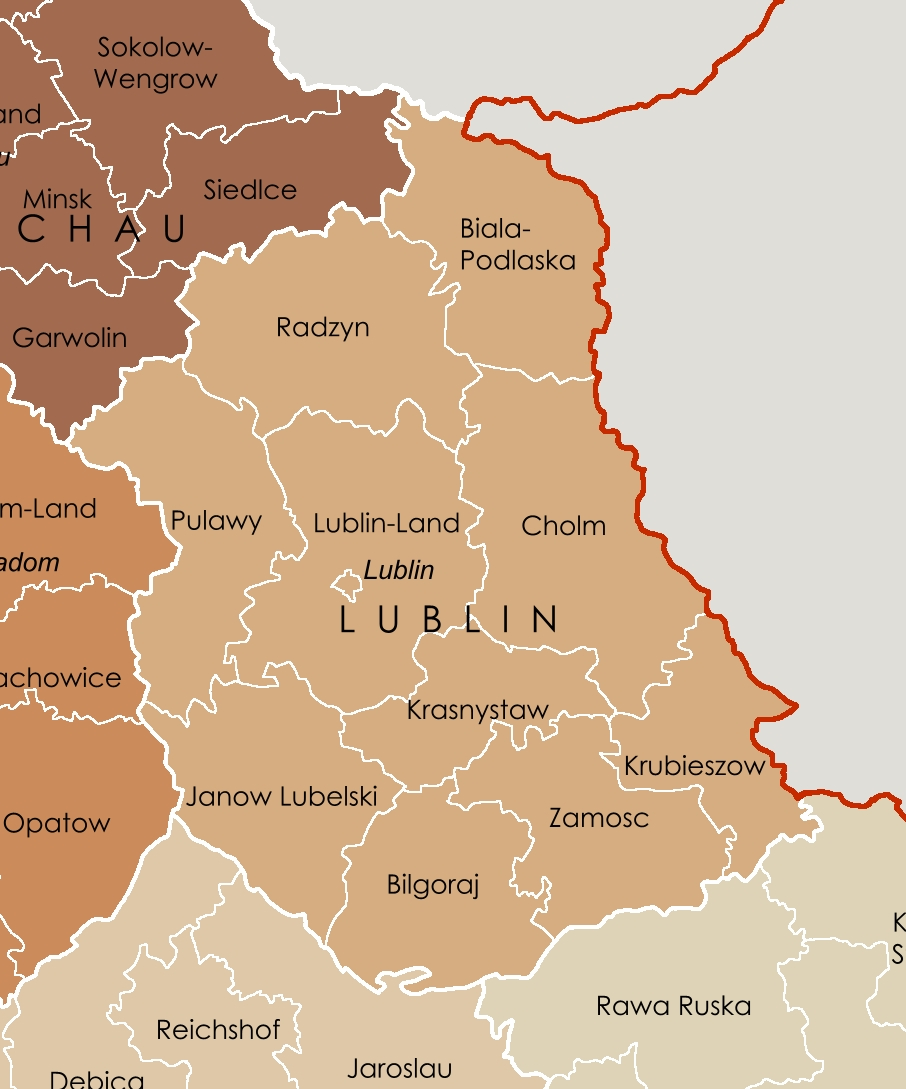
Administrativ karta över distriktet Lublin år 1941.

Fritz Schmige, även Fritz Schmiege, född 17 juli 1880 i Haguenau, död 10 januari 1974 i Wiesbaden, var en tysk promoverad jurist och politiker.

## Biografi
Fritz Schmige var son till Johannes Carl Georg Schmige (1852−1911) och Martha Catharina Schmige (1858−1946), född Engelhorn. Han gifte sig 1911 med Adelheid Ernesta Ida Maria Pfeffer von Salomon (1891−1987). Schmige studerade rättsvetenskap vid universiteten i Freiburg, Berlin och Königsberg från 1900 till 1904 och promoverades till juris doktor 1908.
Den 30 januari 1933 utnämndes Adolf Hitler till Tysklands rikskansler och den 1 april samma år blev Schmige medlem i Nationalsocialistiska tyska arbetarpartiet (NSDAP) och Nationalsozialistisches Kraftfahrkorps (NSKK). Från 1933 till 1937 verkade Schmige som Landrat, högste ämbetsman inom civilförvaltningen, i Schlesien.

### Andra världskriget
Den 1 september 1939 anföll Tyskland sin östra granne Polen och andra världskriget utbröt. I slutet av oktober inrättades Generalguvernementet, det polska territorium som lades under tysk ockupation. I februari 1940 utnämndes Schmige till stabschef i distriktet Lublin och i juni samma år blev han Kreishauptmann (högste ämbetsman) i Radzyń. I slutet av oktober 1941 entledigades han från sina uppdrag i Generalguvernementet och blev istället Landrat i Landkreis Braunau i Sudetenland.
Efter andra världskriget var Schmige verksam vid den hessiska finansförvaltningen.